# Faverois
Faverois település Franciaországban, Territoire de Belfort megyében. Lakosainak száma 592 fő (2022. január 1.). Faverois Boron, Delle, Florimont és Joncherey községekkel határos.

## Népesség
A település népességének változása:
| Lakosok száma | 543  | 578  | 584  | 574  | 578  | 582  | 586  | 588  | 592  |
|               | 2013 | 2015 | 2016 | 2017 | 2018 | 2019 | 2020 | 2021 | 2022 |